# جيروذ بونكري
جيروذ بونكري (الاسم العلمي: Neotoma bunkeri) هي نوع من الحيوانات تتبع جنس الجيروذ من فصيلة الفأرية.